# Numicia gorgo
Numicia gorgo är en insektsart som beskrevs av Rauno E. Linnavuori 1973. Numicia gorgo ingår i släktet Numicia och familjen Tropiduchidae. Inga underarter finns listade i Catalogue of Life.